# Paul Grünert

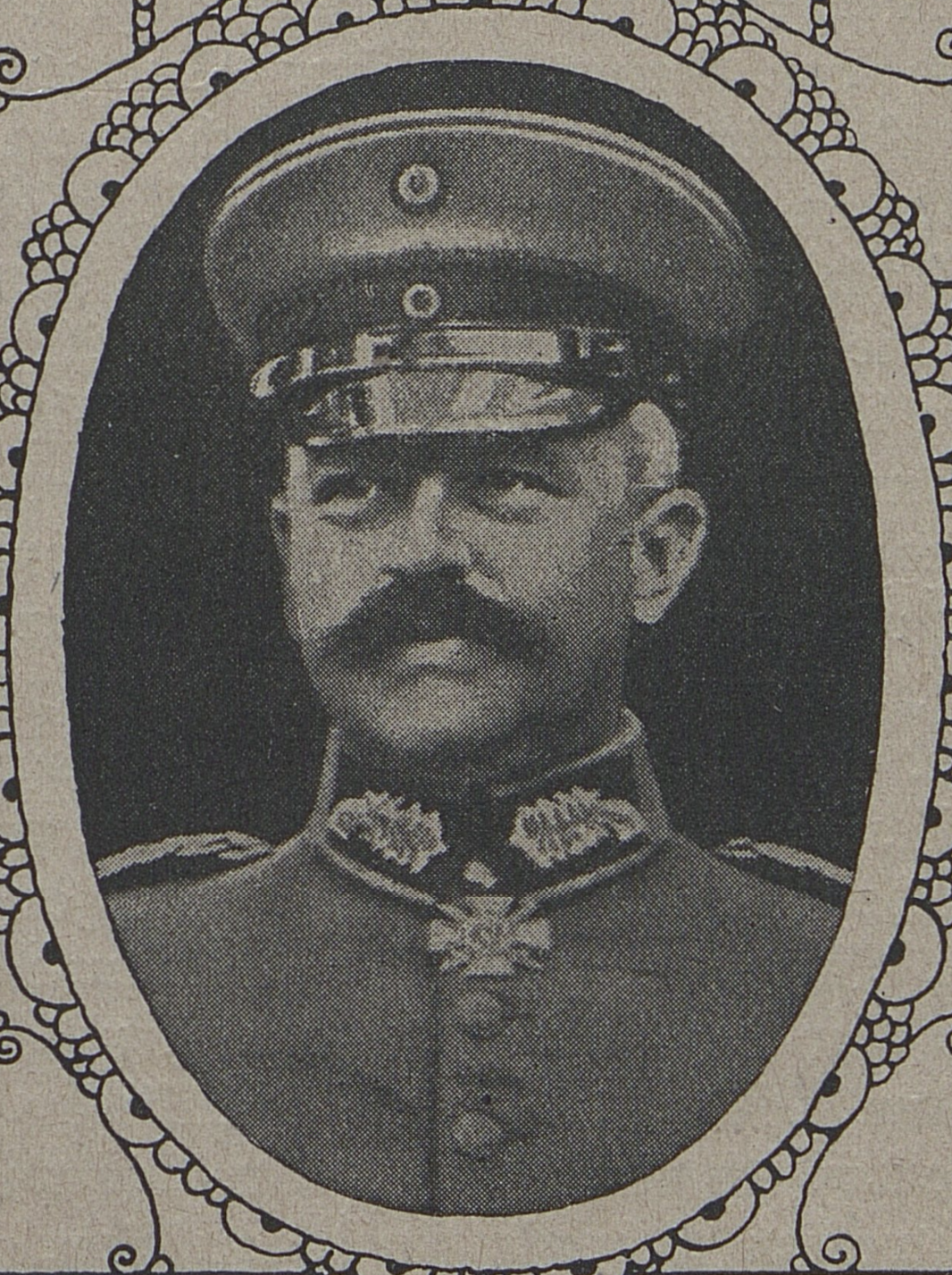
Generalleutnant Paul Grünert (c. 1918)

Paul Ferdinand Alexander Grünert (* 12. Januar 1861 in Magdeburg; † 17. April 1935 in München) war ein preußischer Generalleutnant.

## Leben
Grünert trat am 24. Februar 1880 als Fahnenjunker in das 1. Hannoversche Dragoner-Regiment Nr. 9 der Preußischen Armee ein. Er wurde 1895 als Rittmeister dem Großen Generalstab zugeteilt. 1901 wurde er Erster Generalstabsoffizier (Ia) der 15. Division und als solcher zum Major befördert. 1904 wurde Grünert Erster Generalstabsoffizier des VII. Armee-Korps in Münster. Von 1906 bis 1908 diente er als Lehrer an der Kriegsakademie, bevor er Chef des Stabes des VIII. Armee-Korps in Koblenz wurde. In dieser Stellung wurde er im April 1911 zum Oberst befördert. Im Januar 1912 war Grünert Kommandeur des Magdeburgischen Dragoner-Regiments Nr. 6 und im folgenden Jahr der 13. Kavallerie-Brigade. Im April 1914 folgte die Beförderung zum Generalmajor.
Bei der Mobilmachung zum Ersten Weltkrieg wurde Grünert Oberquartiermeister im Generalstab der 8. Armee an der Ostfront. Als Stabsoffiziere und Generalquartiermeister protestierte er mit Max Hoffmann vehement gegen Prittwitz‘ Rückzugsplan und ermöglichte so die Schlacht bei Tannenberg (1914). Anfang November 1914 wurde er Chef des Stabes der 9. Armee sowie im August 1915 der Heeresgruppe „Prinz Leopold“. Für die Einnahme Warschaus wurde Grünert durch den bayerischen König Ludwig III. mit dem Kommandeurskreuz des Militär-Max-Joseph-Ordens sowie durch Wilhelm II. mit dem Roten Adlerorden II. Klasse mit Eichenlaub und Schwertern beliehen.
Nach einem Krankheitsurlaub übernahm er im Januar 1916 von Thaddäus von Jarotzky die 25. Reserve-Division, die zu diesem Zeitpunkt in den Argonnen lag. Im April dieses Jahres wurde Grünert aber wieder in den Generalstabsdienst berufen, diesmal als Chef des Stabes der 2. Armee unter Fritz von Below. Nach dem Beginn der Schlacht an der Somme im Juli wurde er durch Fritz von Loßberg abgelöst und erhielt den Befehl über die 3. Division an der Ostfront. Im September 1916 übernahm er die 119. Infanterie-Division, die bei der Südarmee an der Narajowka kämpfte. Von diesem Posten wurde er am 13. November 1917 abgelöst, zu den Offizieren von der Armee überführt und als Leiter der Generalstabsschule Valenciennes kommandiert. Am 19. November 1917 folgte seine Ernennung zum Leiter dieser Einrichtung sowie am 27. Januar 1918 seine Beförderung zum Generalleutnant.
Anschließend übernahm Grünert am 22. Februar 1918 die 21. Infanterie-Division und führte zeitweilig in Vertretung das XXXIX. Reserve-Korps. Am 3. Mai 1918 wurde ihm der Orden Pour le Mérite verliehen. Am 6. August 1918 wurde Grünert mit der Führung des XXXX. Reserve-Korps beauftragt. Das Korps bildete zu diesem Zeitpunkt den linken Flügel der 6. Armee bei Lens. Von dort ging er mit ihr auf die Antwerpen-Maas-Stellung zurück, bis der Waffenstillstand eintrat. Anschließend führte Grünert sein Korps in die Heimat zurück und reichte nach der Demobilisierung des Großverbandes sein Abschiedsgesuch ein. Er wurde daraufhin am 2. Februar 1919 zur Disposition gestellt.

## Schriften
- Königlich Preußisches Magdeb. Dragoner-Regiment Nr 6. Mainz Heithof bei Hamm (Westf.) 1936. (DNB 580037673)